# Reservatório de Aparã
O reservatório de Aparã (em armênio: Ապարանի ջրամբար; romaniz.: Aparani ǰrambar) ou lago de Aparã (Ապարանի լիճ, Aparani lič) está localizado na parte sudeste do município de Aparã, na província de Aragatsotn, na Armênia, no curso superior do rio Cassal. Foi construído em 1962-67, no território das aldeias de Zovuni e Cassal, que foram realocadas. Suas margens foram ajardinadas e plantadas com árvores.
O reservatório ocupa uma área de cerca de oito quilômetros quadrados, a altura de sua barragem é de 50 metros, o volume total é de 90 milhões de metros cúbicos e o volume último é de 81 milhões. O reservatório é abastecido pelo rio Cassal e por precipitação atmosférica. Congela no inverno e é utilizado para irrigar 7 500 hectares de área agrícola e para piscicultura. 37,5 milhões de metros cúbicos de água são fornecidos ao canal de Arzeni-Xamirã.